# 58 minuti per morire - Die Harder
58 minuti per morire - Die Harder (Die Hard 2) è un film d'azione del 1990 diretto da Renny Harlin.
È il secondo capitolo della saga di Die Hard, sequel di Trappola di cristallo, e seguìto da Die Hard - Duri a morire, Die Hard - Vivere o morire e Die Hard - Un buon giorno per morire. Il protagonista è il poliziotto di New York John McClane, interpretato da Bruce Willis.
In Italia è uscito al cinema il 19 ottobre 1990, distribuito dalla 20th Century Fox.
Per l'home video il film è stato distribuito con il titolo Die Hard 2 - 58 minuti per morire.

## Trama
Vigilia di Natale. All'aeroporto di Washington-Dulles il tenente di polizia John McClane sta attendendo l'atterraggio del volo su cui sta viaggiando la moglie Holly; la donna sta raggiungendo il marito da Los Angeles per trascorrere insieme le vacanze.
Mentre John è in attesa all'interno dello scalo, avvista due sospetti che si muovono furtivamente per raggiungere la zona bagagli. John li segue; tenta di fermarli per identificarli, ma i due ingaggiano una violenta sparatoria. John riesce ad ucciderne uno, ma il secondo riesce a fuggire; la polizia aeroportuale, intervenuta sul posto, blocca John credendolo erroneamente un malfattore. Mentre John viene interrogato, identificato e subito rilasciato, il sopravvissuto allo scontro raggiunge altri terroristi in un luogo sicuro all'esterno dell'aeroporto, una vecchia chiesa trasformata per l'occasione nella loro base operativa: l'azione intrapresa al deposito bagagli fa parte di un piano che mira a porre sotto il controllo dei terroristi l'intero scalo.
Il capo delle operazioni è il colonnello Stuart, un ex componente dell'esercito espulso dal corpo perché coinvolto in faccende tutt'altro che lecite: il suo piano è quello di liberare un ex generale corrotto di Val Verde, Ramon Esperanza, fatto prigioniero dagli americani ed estradato su un volo in arrivo a Washington. I criminali riescono a portare a termine la prima fase dell'operazione: sostituirsi alla torre di controllo rendendone inutilizzabili le apparecchiature. Gli aerei in arrivo vengono fatti attendere in volo, mentre i criminali contattano la vera torre di controllo per comunicare la loro richiesta di liberazione del generale.
La prima reazione delle autorità aeroportuali è quella di tentare di raggiungere un'antenna per stabilire un canale di comunicazione con i piloti ed avvertirli della situazione, ma i terroristi hanno previsto la mossa avendo già minato l'antenna: l'azione, cui prende parte anche John, si traduce in un violentissimo scontro a fuoco tra gli agenti di polizia ed i terroristi, dal quale ne escono vivi solo McClane e l'ingegnere capo della torre di controllo Leslie Barnes.
La rappresaglia dei terroristi non si fa attendere e si concretizza nel far precipitare uno degli aerei in quota, inviando ai piloti falsi dati telemetrici. Credendo veri i segnali inviati dalla "falsa" torre di controllo, il pilota del velivolo effettua la regolare manovra di atterraggio, accorgendosi troppo tardi dell'inganno e schiantandosi al suolo nonostante l'intervento di McClane, che si sforza di evitare la tragedia piazzandosi sulla pista e cercando di farsi notare con dei segnali luminosi di fortuna: nessuno dei passeggeri e dell'equipaggio sopravvive.
Gli altri aerei in quota sono ormai a corto di carburante: in particolare, l'aereo su cui viaggia la moglie di McClane ha 58 minuti di autonomia. Su questo aereo, inoltre, c'è anche Richard Thornburg, un giornalista senza scrupoli e sempre a caccia di scoop, che aveva già messo in pericolo con i suoi servizi televisivi la vita di John e della moglie. Contemporaneamente giunge allo scalo anche una squadra speciale dell'esercito guidata dal maggiore Grant, che fra l'altro è l'ex istruttore del colonnello Stuart.
L'aereo del generale intanto è atterrato, e quest'ultimo è riuscito a neutralizzare l'equipaggio ed a prendere il controllo del velivolo, sia pur con qualche difficoltà. John cerca anche di fermarlo, ma invano, venendo coinvolto in una sparatoria con i collaboratori del colonnello Stuart che per poco non gli costa la vita. Successivamente, egli riesce a scoprire, con l'aiuto dell'ingegnere Barnes, il nascondiglio dei terroristi. La squadra speciale di Grant accorre subito ed inizia una violenta sparatoria nella quale i terroristi ed il generale riescono a rifugiarsi in un hangar, dove si trova il 747 da trasporto da loro richiesto per fuggire. In questo frangente, però, John scopre che la squadra speciale dell'esercito di Grant ha solo finto di attaccare i terroristi, utilizzando invece delle cartucce a salve e rivelandosi quindi in combutta con loro.
Intanto Thornburg, a bordo dell'aereo, intercetta le comunicazioni radio dell'aeroporto e riesce così a sapere cosa sta succedendo. Emozionato all'idea del possibile scoop della sua vita invece di preoccuparsi di uscire vivo dalla situazione, si nasconde in una toilette del velivolo: tramite un radiotelefono contatta la sede della sua emittente e, in diretta nazionale, rivela pubblicamente tutto quanto sta accadendo. Questa mossa però ottiene solo il risultato di seminare il panico nell'intero aeroporto, mettendo a repentaglio la vita delle migliaia di persone presenti e intralciando il lavoro delle forze di polizia sul posto. La moglie di John, resasi conto di quel che sta facendo Thornburg, con l'aiuto delle hostess interviene immediatamente, stordendolo e immobilizzandolo mentre è ancora al telefono in diretta, intento ad autocelebrarsi come un eroe.
John, che frattanto si è imbattuto in una giornalista di un altro network TV, con l'aiuto di lei e dell'elicottero della sua troupe riesce a saltare sull'ala dell'aereo con cui il generale, i terroristi e la squadra speciale cercano di fuggire. Grant sale sull'ala e intraprende un corpo a corpo contro John, che però ha la meglio e spinge l'ufficiale corrotto nell'imboccatura della turbina dell'aereo, facendolo così morire stritolato; subito dopo Stuart riesce a farlo scendere con la forza dal velivolo, ma prima di cadere John riesce a aprire un bocchettone di rifornimento sull'ala.
Una volta a terra, McClane dà fuoco alla scia di carburante che fuoriesce, facendo sì che l'aereo, proprio nell'attimo in cui si stacca dal suolo e decolla, esploda a mezz'aria. Così facendo, John, oltre ad eliminare in un sol colpo tutti i terroristi, riesce anche ad illuminare la pista grazie alle fiamme sprigionate dall'incendio del velivolo esploso e consentendo così a tutti gli aerei in attesa in quota di atterrare agevolmente senza danni. John riuscirà, così, a riabbracciare la moglie sana e salva.

## Produzione
Sebbene la maggior parte delle scene all'interno dell'aeroporto siano state girate al Los Angeles International Airport, le riprese all'esterno sono state effettuate all'aeroporto internazionale Stapleton di Denver, aeroporto che poi è stato chiuso nel 1995, venendo sostituito dall'Aeroporto Internazionale di Denver.
Le scene all'esterno della chiesa sono state riprese a Highland Lake, a nord di Denver nella Contea di Weld; gli interni della chiesa sono invece stati realizzati nei pressi di Los Angeles.
La scena in cui John McClane illumina la pista e il successivo atterraggio dell'aereo è stata girata diverse volte nei seguenti luoghi: Granada Hills (Los Angeles County, CA), Century City (Contea di Los Angeles), Deserto del Mojave, Alpena (Contea di Alpena) e Sault Ste. Marie.

## Distribuzione
Negli Stati Uniti è uscito nelle sale cinematografiche il 4 luglio 1990. In Italia, invece, è uscito il 19 ottobre.

## Accoglienza
Il film ha ottenuto un gran successo al botteghino, incassando oltre 240 milioni di dollari, di cui quasi 118 in patria e più di 122 all'estero.

## Altri media
Da questo film della saga in particolare venne tratto il videogioco per computer Die Hard 2: Die Harder (1992).